# Kirby (série télévisée d'animation)
Pour les articles homonymes, voir Kirby.
Kirby (Kirby: Right Back at Ya!), connu au Japon sous le nom Hoshi no Kābī (星のカービィ), est une série télévisée d'animation japonaise qui raconte les aventures du guerrier de l'espace, Kirby. Elle est produite par Studio Sign, Nintendo et HAL Laboratory et a été diffusée entre octobre 2001 et septembre 2003 sur la chaine Chubu-Nippon Broadcasting. En France, elle a été diffusée à partir d'août 2003 sur TF1 puis rediffusée dès 2005 sur Télétoon. En Belgique, elle est diffusée sur Club RTL.
La série a été ensuite rediffusée en streaming sur la Chaine TV Kirby sur Wii de juin 2011 à décembre 2012, puis sur le Nintendo Anime Channel sur Nintendo 3DS de février 2015 jusqu'en octobre 2018.

## Histoire

### Prologue
Indépendante des scénarios des jeux vidéo, la série porte sur les progrès quotidiens de Kirby avant son combat final contre Ennémy. La trame de cet anime est légère, lente mais ponctuées de moments plus sombres. Bien qu'il soit préférable de regarder les épisodes de cet anime dans l'ordre, l'architecture globale de la série se prête à un visionnage irrégulier. La série apporte de nombreux détails sur les protagonistes que l'on retrouve habituellement dans les jeux estampillés Kirby mais fait intervenir beaucoup de nouveaux personnages. Les thème musicaux, entraînants et joviaux, sont récurrents d'un épisode à l'autre.

### Synopsis
Des dizaines de milliers d'années auparavant, un être se faisant mystérieusement surnommé « Ennémy » («Nightmare» dans la version originale)  créa une société appelée "Nightmare Corporation". Cette société écran cache en vérité une armée constituée de monstres dont le but est de conquérir l'univers, monde par monde et dévastant d'innombrables planètes.
Face à cette menace, une faction de guerriers des étoiles s'est élevé à combattre Ennémy (Nightmare) dans une lutte acharnée. La plupart ont été tués, succombant au nombre impressionnant des soldats de « Nightmare Corporation ». Seuls quelques braves ont survécu, dont le chevalier Sir Meta Knight.
Ce grand fléau menace désormais le pays pacifique de Dream Land (Pupupuland) sur la planète Pop Star qui pourrait être la prochaine cible d'Ennémy mais la légende raconte qu'un héros légendaire viendra les sauver de cette guerre incessante : Kirby, le guerrier de l'espace.
Quand Kirby s'écrase sur Cappyville (Village Pupu), tout le monde est déçu de voir qu'il est tout petit, rond, rose, et aussi maladroit qu'un bébé. Malgré son côté rondouillard et sa démarche peu guerrière, il se lie très vite d'amitié avec les frères et sœurs Tiff et Tuff (Fumu & Bun) et leurs serviteurs Fololo et Falala (Lololo & Lalala).
Jaloux de cette légende en devenir, le Roi Dadidou (roi Dedede) et son fidèle serviteur Escargoon (Escargon) vont tout faire pour se débarrasser de lui, y compris l'erreur de se servir des créatures et machines fournies par Nightmare Corporation dont ils ignorent le véritable but.

## Personnages
Kirby (カービィ, Kābī)
Héros du dessin animé, c'est une petite boule rose qui doit sauver Cappyville, une petite ville de la planète Popstar et accessoirement retourner chez lui. Il est capable, en avalant ses ennemis, de copier leurs pouvoirs ainsi que leurs habiletés ce qui lui confère de nombreuses transformations. Il peut également avaler un simple objet pour bénéficier d'une transformation thématique, comme un poêle pour se muer en Kirby cuisinier (épisode 11,29 et 34), une épée pour devenir une fine lame, ou même une flamme pour se retrouver en combustion permanente.
Tiff (フーム, Fūmu)
C'est la grande sœur de Tuff, elle est intelligente et elle aime bien lire, c'est elle qui aide Kirby en lui donnant son étoile Warp, car quand Kirby est en danger, seule une personne qui adore Kirby peut appeler l'étoile Warp, il peut alors se déplacer et esquiver les attaques beaucoup plus rapidement. Tiff suspecte toujours le Roi Dadidou de complots dans la moindre de ses actions quelle qu'elle soit (épisode 14).
Tuff (ブン, Bun)
C'est le petit frère de Tiff, il adore jouer avec ses amis et Kirby, mais il n'est pas souvent d'accord avec sa sœur. Bien moins sérieux qu'elle, il se laisse souvent distraire par les pièges du Roi Dadidou (épisode 29).
Roi Dadidou (デデデ大王, Dedede Daiō)
C'est le roi de Cappyville. Il veut éliminer Kirby à tout prix ; il l'a même empêché de revenir sur sa planète, et commande des monstres à Nightmare Corporation pour l'anéantir. Ce roi gâteux en est d'ailleurs très endetté et doit un montant colossal à Nightmare Corporation. Il refuse perpétuellement de payer ses dettes (épisode 13) tant que Kirby sera dans le secteur. Le Roi Dadidou est jaloux et vicieux mais sa relation avec Kirby est plus basé sur la compétition que sur la haine.
Meta Knight (メタナイト, Meta Naito)
Meta Knight est l'un des personnages les plus mystérieux de la série, et semble en savoir long sur Kirby. Chevalier survivant de la grande guerre, il noue une relation ambiguë avec le Roi Dadidou. Sur ordre du roi il ira jusqu'à combattre Kirby. Cependant, durant leur combat, Meta Knight va apprendre à Kirby la technique du "Sword Beam", coup avec lequel Kirby viendra à bout de nombreux monstres. Meta Knight est souvent accompagné de deux autres personnages: Sword et Blade. On apprend qu'ils ont été sauvés par Meta Knight lors de sa lutte contre Nightmare Corporation.
Escargoon (エスカルゴン, Esukarugon)
Il est le complice de Dadidou dans le moindre de ses plans. Chauffeur et souffre-douleur de Dadidou. Il a longtemps fait croire à sa mère que c'était lui le roi de Dream Land (épisode 25). Escargoon est plutôt simplet, pas vraiment méchant mais possède aussi une collection de bijoux à faire pâlir d'envie le roi.
Fololo & Falala (ロロロとラララ, Lololo to Lalala)
Les serviteurs de Tiff et Tuff. Ces deux boules bleue et rouge ont été recueillies par les parents de Tiff, et étaient à l'origine un monstre de Nightmare corporation bien trop faible et que l'on a séparé en deux parties. C'est sûrement pour cette raison que l'on ne voit jamais l'un sans l'autre. Fololo et Falala sont des personnages issus du jeu de Hal-Laboratory sorti sur NES Adventures of Lolo auquel ils font référence.
Whispy Woods
L'arbre le plus vieux de la forêt Whispy. Lors de sa première rencontre avec Kirby (épisode 5), il l'a pris pour un envahisseur irrespectueux de la nature. Le Roi Dadidou se joua de Whispy Wood et en profita pour couper tous les arbres de la forêt afin d'en faire son terrain de golf personnel. Mais Whispy Woods ressuscita à partir d'une pomme avalée puis recrachée par Kirby. Depuis, Kirby et lui sont amis et recréèrent la forêt.
Kabu
Le plus vieux et seul aède de Cappyville, c'est lui qui apprend pour la première fois à Tiff la guerre contre Nightmare Corporation. C'est lui aussi qui envoie l'étoile Warp à Kirby lorsque cette dernière la demande.
Ennémy (Nightmare)
Ce sorcier maléfique a créé il y a de ça des milliers d'années la société Nightmare Corporation dans le but de dominer tout l'univers en le colonisant planète par planète accompagné d'une armée de monstres. Il porte une cape bleue clair garnie d'étoiles et une coiffure biscornue (sûrement pour montrer son appartenance au mal). Sa principale cible semble être la planète Pop Star où Kirby s'est écrasé. Quasiment invincible, il n'a qu'une faiblesse, le Bâton Étoile, que Kirby utilise dans l'épisode 100 pour le vaincre. C'est le principal antagoniste du dessin-animé.
Vendeur de Nightmare Corporation
Ce personnage ne possède pas de nom en français, mais est appelé NME Salesman en anglais et Customer Service (カスタマーサービス) en japonais. Il s'agit d'un vendeur de Nightmare Corporation. Il est de nature calme, suis Ennémy dans tous ces plans, et n'hésite pas à rappeler au Roi Dadidou ses factures impayées.
Cependant, dans l'épisode 31, il perd son calme, car Kirby qui venait d'être transféré dans les locaux de Nightmare Corporation, chante vraiment trop mal. Dans l'épisode 100, le roi Dadidou et Escargoon "prennent leur revanche sur lui" après avoir découvert également qu'il est de petite taille. Il meurt hors de l'écran dans l'explosion de la base d'Ennémy.

## Transformations de Kirby
L'animé regorge de transformations pour Kirby. Il lui suffit d'aspirer un objet ou un ennemi. Certaines transformations ne sont pas disponibles dans les épisodes en français.
- Feu
- Rocher
- Épée (dans l'épisode 60 et 26, Kirby utilise Galaxia)
- Trancheur
- Glace
- Roue
- Aiguille (dans l'épisode 35)
- Cuisine
- Bombe
- Rayon
- Combat
- Ninja
- Tornade
- Micro
- Ménage
- Kabuki

## Anime

### Voix francophones
- Stéphane Flamand : Tuff et Fololo
- Carole Baillien : Tiff
- Jean-Marc Delhausse : le roi Dadidou
- Martin Spinhayer : Escargoon
- Frédéric Meaux : Meta Knight
- Daniel Nicodème : Tokori
- Alexandra Corréa : Falala
- Arnaud Léonard : Vendeur de Nightmare Corporation et Kabu

## Accueil
En Occident, la réception de cet animé est partagée. Les détracteurs reprochent à la série d'utiliser un mélange d'animation 2D et 3D qu'ils n'aiment pas, mais aussi certains personnages, notamment Tiff dont les côtés parfaits et moralisateurs agacent certains. Ceux qui aiment la série défendent un bon doublage français et l'humour de la série, accentué par le duo Roi Dadidou et Escargoon.
En France, la série ne rencontre pas le succès escompté, seul une cinquantaine d'épisodes a été doublée en français, alors que la série en compte 100.
Au Japon, en revanche, la série a rencontré un certain succès.

## Postérité

### Services Nintendo
Du 23 juin 2011 jusqu'en décembre 2012, Nintendo permettait aux utilisateurs de la Wii de visionner les épisodes de la série par le biais de la Chaine TV Kirby, à raison de deux épisodes par semaine, le lundi et le jeudi. Les épisodes restaient disponible pendant 2 semaines, avant d'être retiré (mais il était possible de les revisionner avec des clés spéciales, déblocables en visionnant les épisodes), à l'exception de l'épisode 1 qui restait disponible tout le temps, le service aura été disponible en deux temps, tout d'abord de juin 2011 à décembre 2011, et au vu du succès, Nintendo décide de renouveler l'opération d'avril 2012 jusqu'en décembre 2012.
En 2015, Kirby est également l'un des animes de lancement de la Nintendo Anime Channel sur Nintendo 3DS, avec Pokémon et Inazuma Eleven, mais le service prend fin le 31 octobre 2018.

### JeuxKirbyet autres
En 2006 et 2007, le jeu Kirby : Les souris attaquent sort sur Nintendo DS. Durant le combat contre le Roi Dadidou, on peut remarquer que la décoration de la pièce est très semblable à celle de la salle du trône dans Kirby: Right Back at Ya. À noter également la présence du Nightmare Downloader en arrière plan, le système qui permettait au Roi Dadidou de télécharger des monstres de Nightmare Corporation dans l'anime.
Dans le mode Strato Patrol EOS de Kirby: Mass Attack, jeu sorti sur Nintendo DS en 2011, l'écran de game over représente le Vendeur de Nightmare Corporation. Toujours dans ce même mode, lors de l'une de ces attaques, le Roi Dadidou est accompagné par Escargoon.
En 2022, lors du 30e anniversaire de la franchise, une référence à la série animée est visible sur le poster des 30 ans de Kirby, où on aperçoit un personnage Kirby tenir entre ses mains les personnages de Tiff (Fumu) et Tuff (Bun) miniaturisés.

### Épisode bonus
En 2011, le service Nintendo Video de la 3DS met en ligne un épisode bonus de Kirby: Right Back at Ya. Celui-ci est intégralement en 3D et est plus court que les autres épisodes. L'épisode est fortement critiqué par les fans de la série. Ceux-ci reprochent un très mauvais doublage français et n'aiment pas la nouvelle transformation de Kirby. Ils reprochent aussi le paradoxe que cet épisode est dans la série. À l'épisode 100, Nightmare Corporation est détruite, et à l'épisode 93, Kirby et le Roi Dadidou finissent par se lier d'amitié. Dans cet épisode 101, c'est tout le contraire, Nightmare est encore présent et le Roi Dadidou cherche encore à éliminer Kirby.